# Ralph A. Gamble

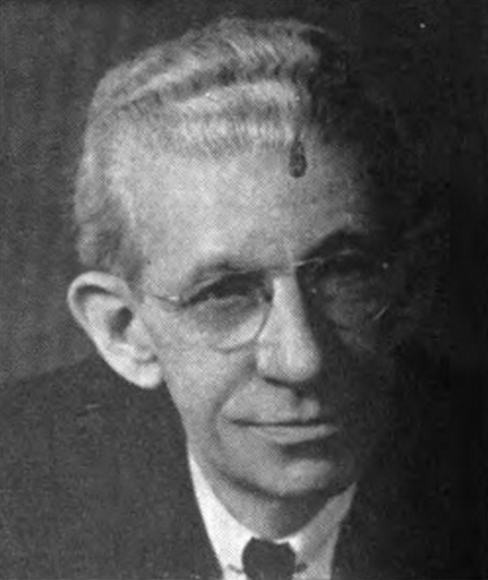
Ralph A. Gamble

Ralph Abernethy Gamble (* 6. Mai 1885 in Yankton, South Dakota; † 4. März 1959 in Saint Michaels, Maryland) war ein US-amerikanischer Jurist und Politiker. Zwischen 1937 und 1957 vertrat er den Bundesstaat New York im US-Repräsentantenhaus. Der Kongressabgeordnete Robert J. Gamble war sein Vater und der Kongressabgeordnete John Rankin Gamble sein Onkel.

## Werdegang
Ralph Abernethy Gamble besuchte öffentliche Schulen in Yankton und Washington, D.C. 1905 graduierte er an der Tome Prep School in Port Deposit (Maryland), 1909 an der Princeton University, 1911 an der George Washington University Law School in Washington D.C. und 1912 an der Columbia Law School in New York City. Nach dem Erhalt seiner Zulassung als Anwalt 1913 begann er in New York City zu praktizieren. Zwischen 1918 und 1933 war er Counsel für die Town von Mamaroneck und zwischen 1926 und 1928 für Larchmont. Er saß zwischen 1931 und 1937 in der New York State Assembly. Politisch gehörte er der Republikanischen Partei an.
Er wurde in einer Nachwahl im 25. Wahlbezirk von New York in den 75. Kongress gewählt, um dort die Vakanz zu füllen, die durch den Rücktritt von Charles D. Millard entstand. Sein Sitz im US-Repräsentantenhaus nahm er am 2. November 1937 ein. Bei den Kongresswahlen des Jahres 1938 für den 76. Kongress wurde er in das US-Repräsentantenhaus gewählt. Er wurde zweimal in Folge wiedergewählt. 1944 kandidierte er im 28. Wahlbezirk von New York für den 79. Kongress. Nach einer erfolgreichen Wahl trat er am 4. Januar 1945 die Nachfolge von William T. Byrne an. Er wurde drei Mal in Folge wiedergewählt. Bei den Kongresswahlen des Jahres 1952 für den 83. Kongress wurde er im 26. Wahlbezirk von New York in das US-Repräsentantenhaus gewählt, wo er am 4. Januar 1953 die Nachfolge von Christopher C. McGrath antrat. Er wurde einmal wiedergewählt. Da er auf eine erneute Kandidatur 1956 verzichtete, schied er nach dem 3. Januar 1957 aus dem Kongress aus. Während seiner Kongresszeit hatte er den Vorsitz im Joint Committee on Housing (80. Kongress).
Er ging in den Ruhestand und lebte in St. Michaels, wo er am 4. März 1959 verstarb. Sein Leichnam wurde auf dem Hopewell Cemetery in Port Deposit beigesetzt.